# جاك ونايت
جاك ونايت (بالإنجليزية: Jack Knight)‏ هو لاعب كرة قاعدة أمريكي، ولد في 12 يناير 1895 في بيتسبورو في الولايات المتحدة، وتوفي في 30 يوليو 1976 في سان أنطونيو في الولايات المتحدة.

## وصلات خارجية
- جاك ونايت على موقعبيزبول رفرنس.كوم (الدوري الرئيسي) (الإنجليزية)
- جاك ونايت على موقعبيزبول رفرنس.كوم (الدوري الثانوي) (الإنجليزية)